# Sooss
Sooss (Sooß) är en ort och kommun i Österrike. Den ligger i distriktet Baden i förbundslandet Niederösterreich, 27 km söder om huvudstaden Wien. 